# Heraklesstatue aus Dura Europos

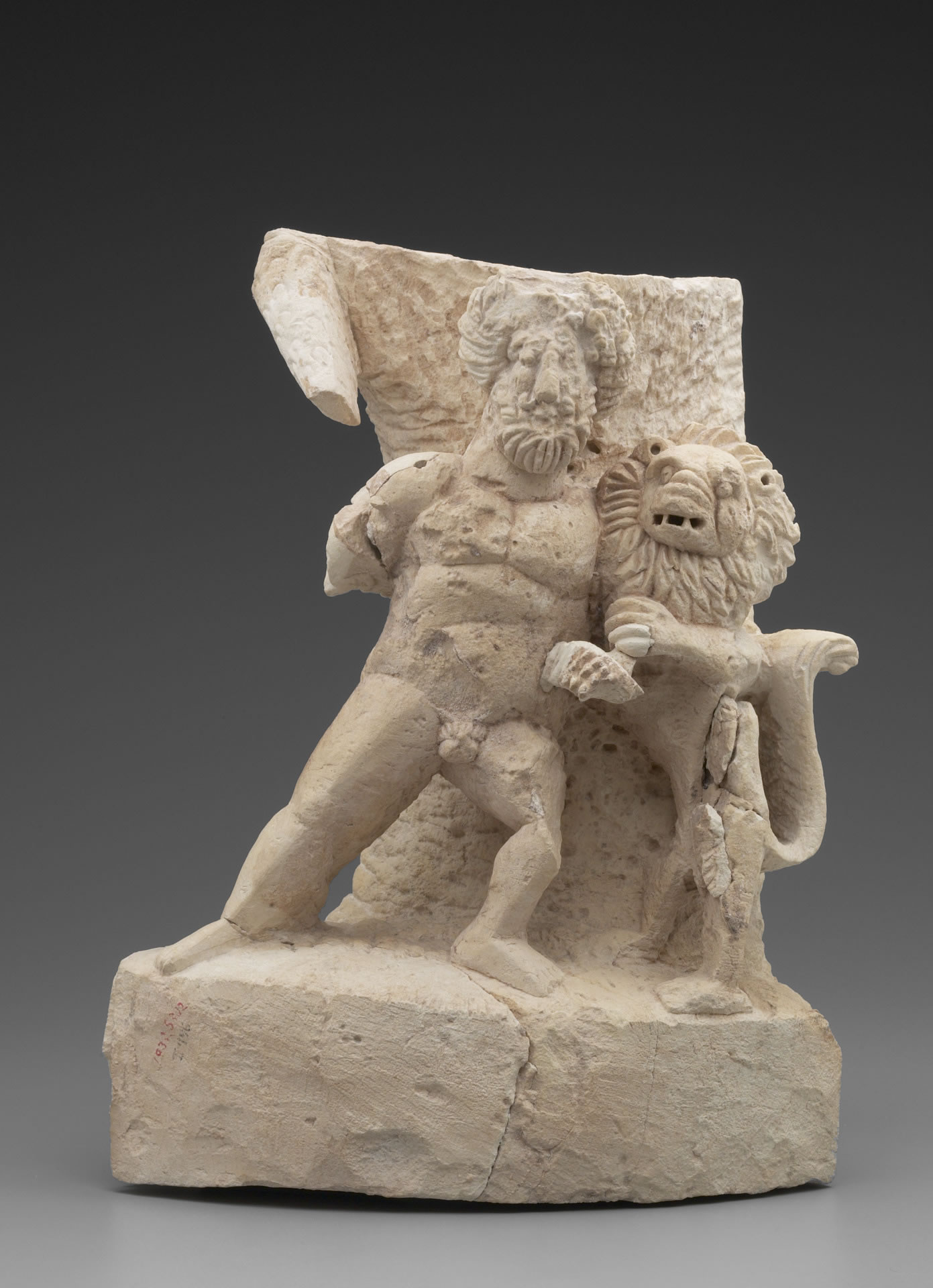
Statue des Herakles, Yale University Art Gallery 1938.5302

Die Heraklesstatue aus Dura Europos ist die heute in der Yale University Art Gallery aufbewahrte Heraklesskulptur (Inventarnr. 1938.5302), eine in Dura Europos im Tempel des Zeus Megistos bei gemeinsamen Ausgrabungen 1935–1937 der Yale University und der Académie des inscriptions et belles-lettres  gefundene Statuette des Herakles. Sie ist aus Kalkstein gearbeitet und etwa 50 cm hoch, 40 breit und 30 cm tief. Der Halbgott Herakles ist frontal dargestellt, wobei er mit dem linken Arm einen Löwen erwürgt. Der rechte Arm, das linke Knie, Teile des Löwenkörpers und die Pranken des Löwen sind weggebrochen. Anatomische Details des Körpers sind meist nur durch eingeritzte Linien angegeben. Die Beine erscheinen zu dick im Vergleich zum restlichen Körper. Die Modellierung ist eher schematisch; die Füße sind flach gearbeitet. Die Genitalien sind beschädigt, doch sind die Schamhaare mit vielen Details in den Stein geschnitten. Während Kopf und Torso frontal wiedergegeben sind, werden die Beine von der Seite dargestellt. Die Form der Basis deutet an, dass die Skulptur einst in einer Ecke stand. Dies wird durch Stuckreste, die sich an der Rückseite des Werkes befinden, bestätigt. Die Statuette wird in die Zeit, als Dura Europos unter römischer Herrschaft war, datiert, das heißt etwa in die Jahre 160 bis 256 n. Chr.
Die Statue zeigt Herakles mit dem Nemeischen Löwen. Heraklesabbildungen waren in Dura Europos relativ beliebt. Etwa 42 Beispiele sind bei den Ausgrabungen in der Stadt zu Tage gekommen, davon zeigen fünf Exemplare den Halbgott mit dem Nemeischen Löwen. Die Beliebtheit dieses Motivs mag auf orientalische Vorstellungen von einem Helden, der einen Löwen bezwingt, zurückgehen. Das Motiv hat in der orientalischen Kunst eine lange Tradition. Aus dem dritten vorchristlichen Jahrtausend gibt es Darstellungen, die Gilgamesch im Kampf mit einem Löwen zeigen. Ein bekanntes Beispiel sind Darstellungen aus Persepolis, die einen Mann im Kampf mit einem Löwen zeigen.
Die Statue stammt vielleicht zusammen mit einigen anderen Statuen und Reliefs aus einer Werkstatt in Dura Europos, aus der auch einige andere Heraklesstatuen stammen, die ähnliche Merkmale aufweisen und alle aus weißem Kalkstein gearbeitet sind. Andere Skulpturen aus Dura Europos folgen im Stil und in der Machart Werken aus Palmyra und sind im Durchschnitt von besserer Qualität, während die Arbeiten dieser Werkstatt meist eher plump und unbeholfen wirken. Die Frontalität der Statue ist typisch für parthische Kunst.

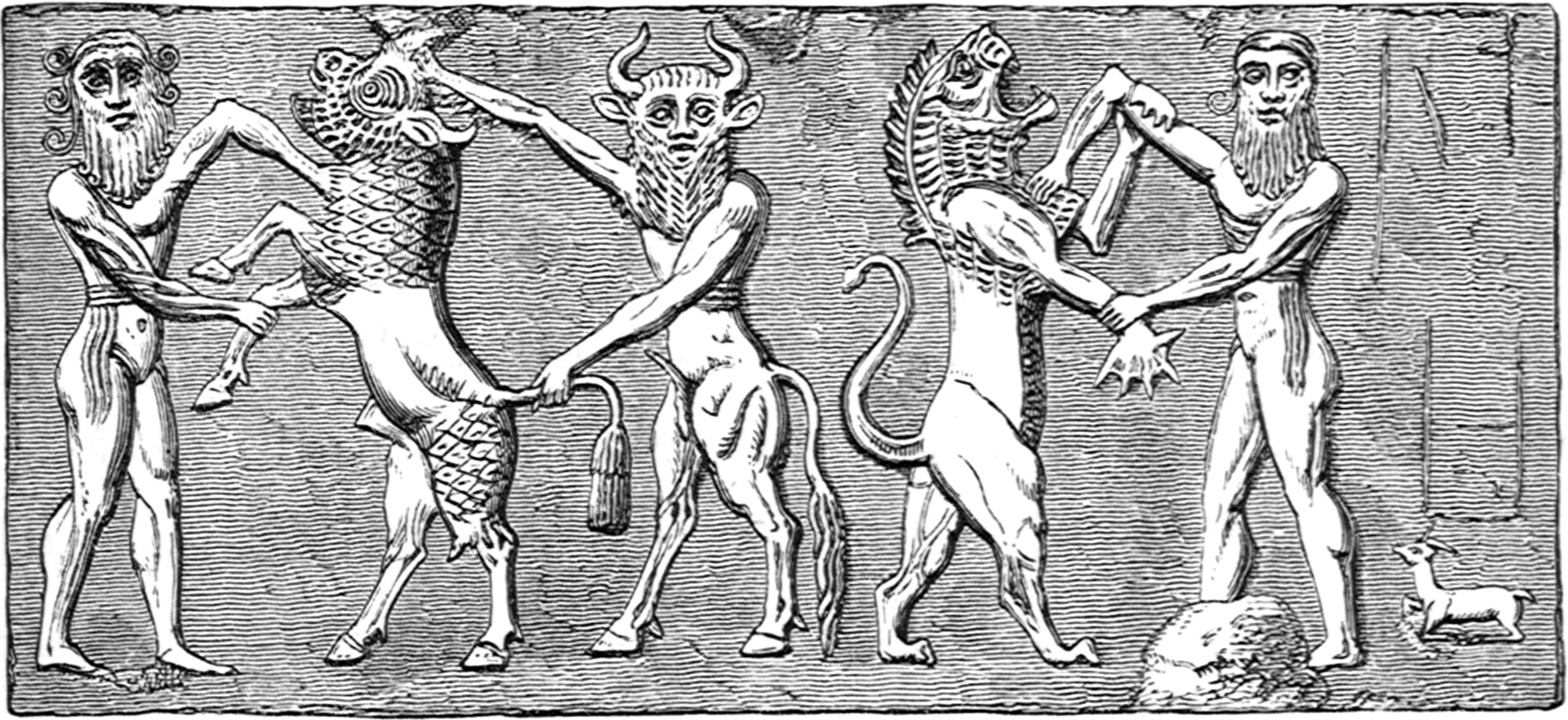
Gilgamesch im Kampf mit einem Löwen
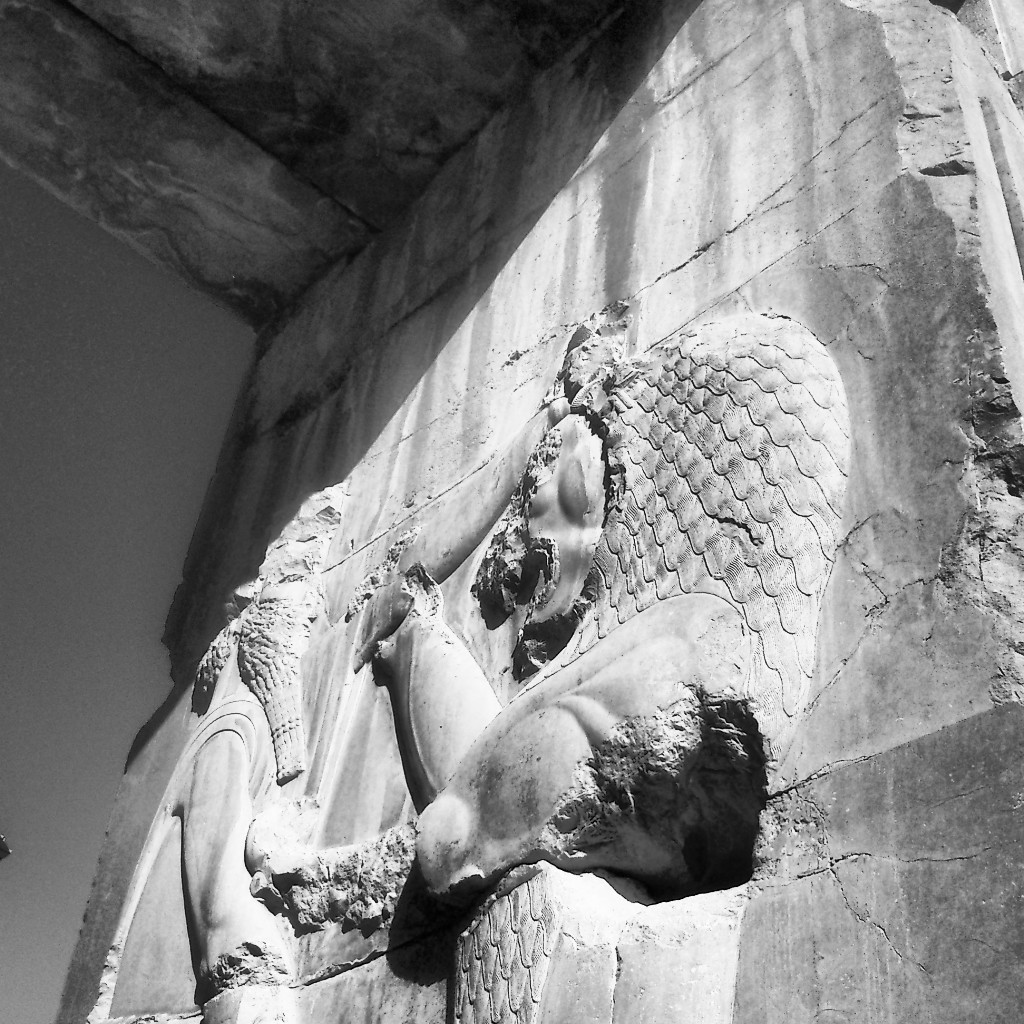
Mann bezwingt Löwen. Relief aus Persepolis
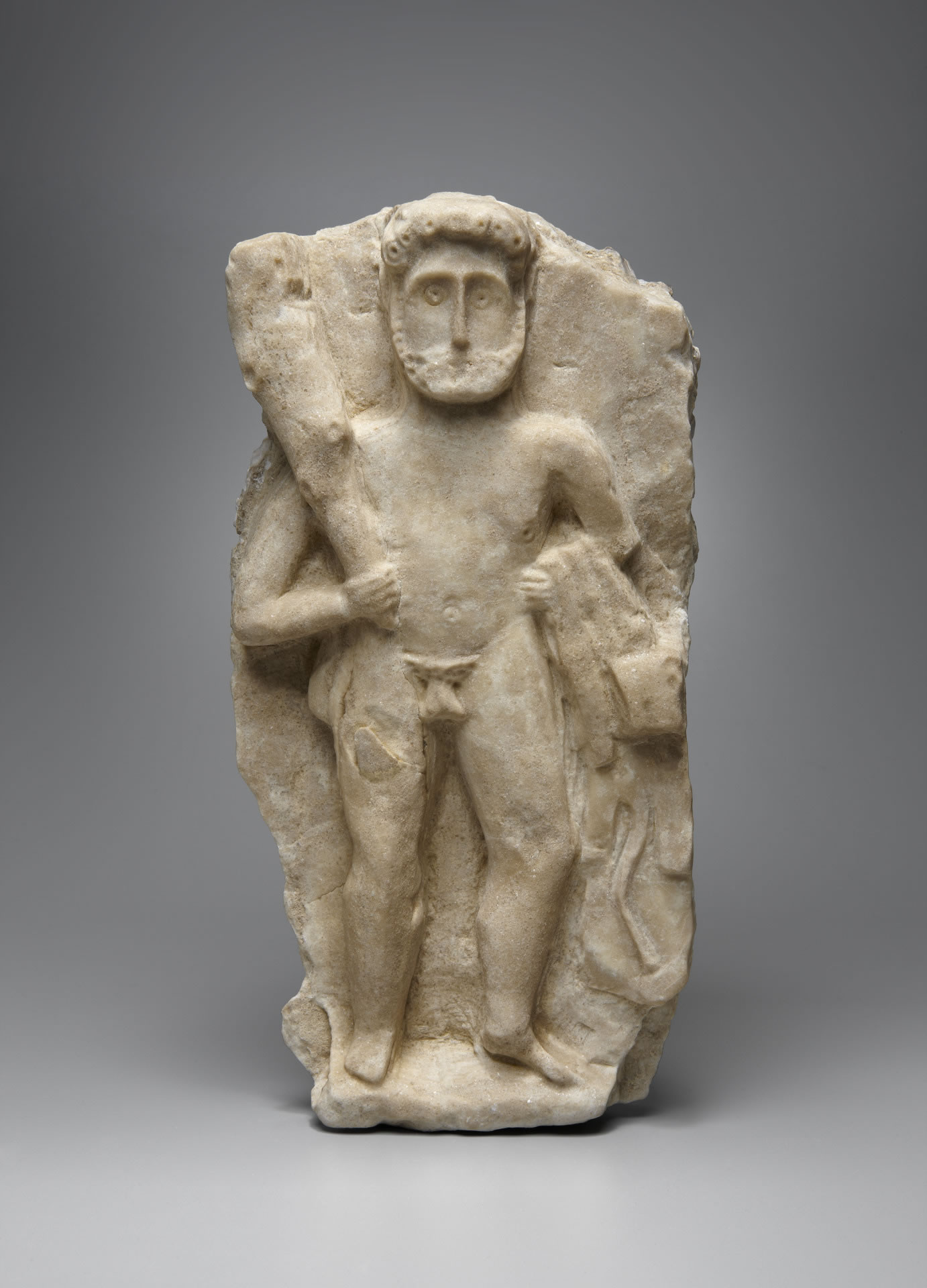
Relief mit Darstellung des Herakles, aus Dura Europos; provinzieller lokaler Stil